# Еврофутбол
„Еврофутбол“ ООД е лицензирана българска компания за спортни залагания.

## История
Търговското дружество „Еврофутбол“ ООД е регистрирано в София в началото на 1993 г.
Първият тираж на „Еврофутбол“ в национален мащаб стартира на 21 август 1993 г.
На 20 октомври същата година „Еврофутбол“ получава лиценз от Министерството на финансите на Република България за организиране на залози върху футболни мачове в букмейкърски пунктове, разположени на територията на цялата страна. Компанията притежава лиценз за организиране на залагания върху резултати от спортни състезания, издаден от Държавната комисия по хазарта.
На 18.02.2002 г. „Еврофутбол“ сключва договор за партньорство с гръцката компания „Интралот“. Сделката е една от най-големите в частния сектор в България.
На 12.08.2003 г., е въведена нова централизирана компютърна система за приемане на залози в реално време, като инвестициите, свързани с нейното внедряване, възлизат на около 10 000 000 евро. На клиентите са предложени по-голям брой възможности за залози, специфични залози за различни видове спорт, подобрени и още по-разнообразни предвиждания в Залози на живо по време на срещите. Така „Еврофутбол“, която се конкурира с държавната игра „Тото 1“, успява да се наложи и към 2006 г. годишният ѝ оборот възлиза на 175 млн. лв., а този на държавното „Тото 1“ – на 0.5 млн. лв.
През август 2013 година „Еврофутбол“ стартира подобрена версия на системата си за приемане на залози, включително и на живо.
Букмейкърската мрежа на „Еврофутбол“ включва над 900 пункта в цяла България. В игрите на „Еврофутбол“ има залози на следните спортове: футбол, хокей на лед, баскетбол, бейзбол, Формула 1, Мото ГП, тенис, шахмат, световен рали шампионат, волейбол, американски футбол и др. От есента на 2012 г. в програмата на българския букмейкър влизат и гонки
 с хрътки, излъчвани директно от хиподрумите в Англия.
През август 2015 г. „Еврофутбол“ пусна нов за българския пазар продукт – участниците на букмейкърската къща вече могат да трупат добри суми и от виртуален футбол СПОРТМАКС. Футболните срещи се играят на всеки 5 минути, а продължителността им е по 2 минути (по 60 секунди за полувреме), като букмейкърската къща предлага девет вида залози за тях.
Два пъти седмично излиза и специалното издание на компанията – вестник „Еврофутбол“, в който са включени множество новини, прогнози, таблици и статистика за улеснение на участниците. Също така, за тях е предвидена и специална телефонна линия (HelpDesk), на която могат да дават препоръки, оплаквания, критики или да получат информация.
Важен момент от развитието на букмейкърската къща е корпоративно-социалната отговорност. През 2007 г. стартира нейният най-мащабен проект „Печелиш и помагаш“, който обединява социалната ангажираност на компания по различни теми – спортни, здравни, културни и социални проблеми. Към 2013 г. по проекта са реализирани 18 различни кампании, насочени към различни сфери от нашия живот. Последната е програма „Спортни таланти“, която се провежда вече четири поредни години .
„Еврофутбол“ е пълноправен член на големи международни организации – Световна лотарийна организация (WLA, www.world-lotteries.org) и Европейски лотарии (www.european-lotteries.org). В дейността си компанията се съобразява с правилата, приети от тези 2 организации, и с българското законодателство. От 22 януари 2015 г. „Еврофутбол“ ООД е приет в Конфедерацията на работодателите и индустриалците в България (КРИБ).
На 25.03.2020 г. Държавната комисия по хазарта отнема временно лиценза на българския букмейкър „Еврофутбол“, а букмейкърските пунктове на „Еврофутбол“ спират временно работа. На 01.07.2020 г. Административният съд на София-град на първа инстанция отмена решението на ДКХ за временно отнемане на лиценза.